# میر ایسکوستوا

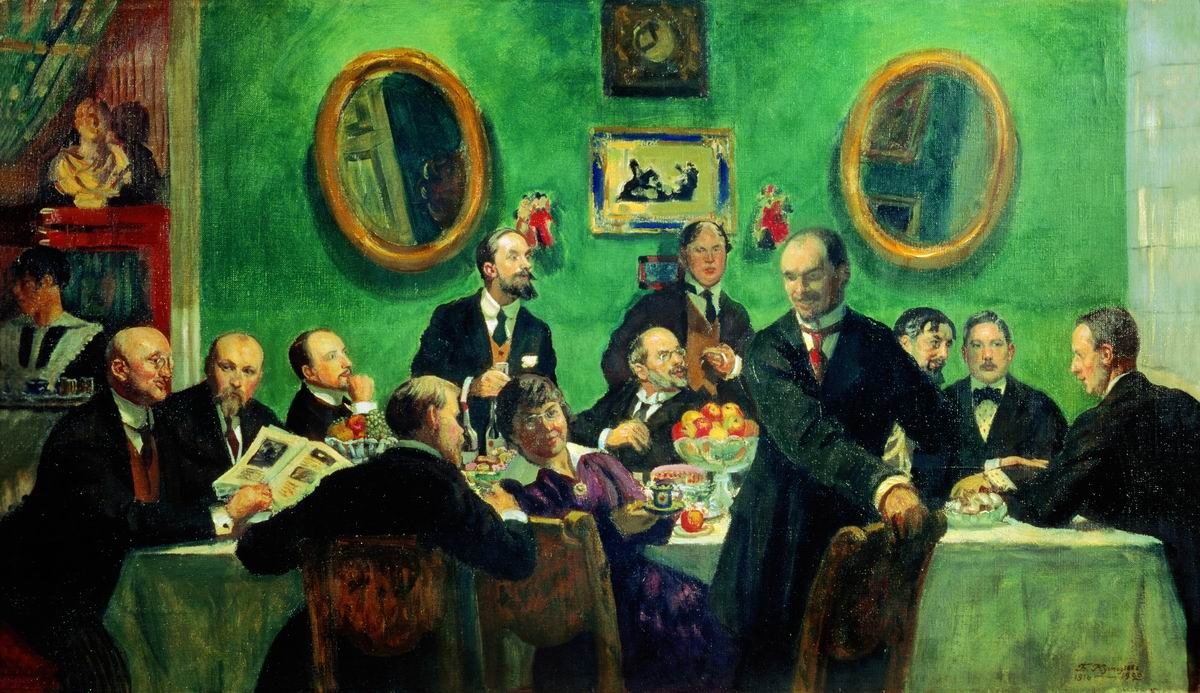
پرتره گروهی هنرمدان روساین اثر در موزه سنت پترزبورگ روسیه نگهداری می‌شود

میر ایسکوستوا (روسی: «Мир искусства»؛ IPA: [ˈmʲir ɪˈskustvə]، به معنی «جهان هنر») نام یک مجله و همچنین جنبش هنریرتره روسی بود که با تأثیرگذاری بر هنرمندان روس، سهم عمده‌ای در تحول هنر اروپا در دهه آغازین قرن بیستم داشت.

## اعضای برجسته
- الکساندر بنوآ
- نیکلای رریخ
- ایگور گرابار
- بوریس کوستودیف
- ایوان بیلیبین
- میخائیل نستروف
- بوریس گریگوریف
- کوزما پتروف-ودکین
- سرگئی دیاگیلف
- لئون باکست